# Комполе
Комполе (словен. Kompole) — поселення в общині Шторе, Савинський регіон, Словенія. Висота над рівнем моря: 346,4 м.